# Luigi Filippo Roberto d'Orléans
Luigi Filippo Roberto d'Orléans (Twickenham, 6 febbraio 1869 – Palermo, 28 marzo 1926) è stato un esploratore e politico francese, noto con il titolo di duca d'Orléans. Come Filippo VIII è stato il  pretendente unionista al trono di Francia e di Navarra dal 1894 al 1926.

## Biografia

### Infanzia

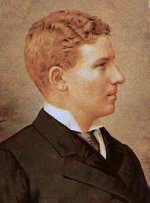
Filippo d'Orléans in giovane età

Figlio di  Filippo VII d'Orléans, conte di Parigi, e di Maria Isabella d'Orléans (1848-1919), infanta di Spagna, ebbe sette fratelli e sorelle, di cui due morirono nel primo anno di vita.
Il 5 novembre 1896 Filippo sposò l'arciduchessa Maria-Dorotea d'Austria (1867-1932), figlia del principe palatino Giuseppe Carlo Luigi d'Asburgo-Lorena e di Clotilde di Sassonia-Coburgo-Kohary. L'unione fu sterile e infelice: durante la prima guerra mondiale, la principessa rifiutò di lasciare l'Austria-Ungheria per ricongiungersi al marito e poco dopo si separarono.

### Giovinezza

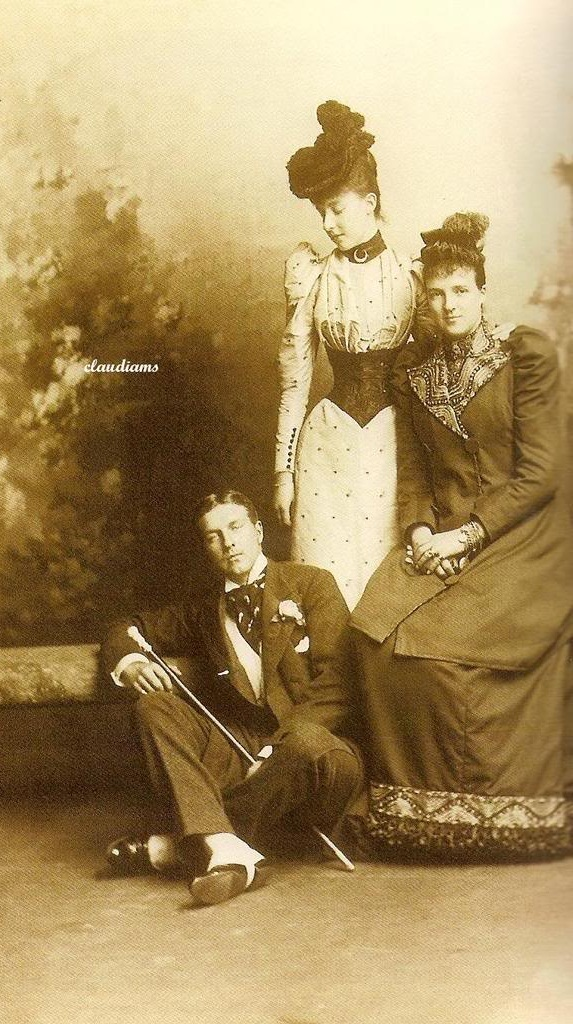
Il Duca d'Orléans con le sorelle Amelia ed Elena

Dopo l'abolizione della prima legge d'esilio nel 1871, il giovane "Duca d'Orléans" si stabilì con la famiglia nel castello d'Eu. Iniziò in questo periodo a interessarsi di botanica e di zoologia.
Il padre era, sin dalla morte di Enrico V, il principale pretendente al trono di Francia e s'impegnò ad una restaurazione monarchica nel rispetto del diritto. Ma, nel 1886, la famiglia reale fu nuovamente colpita dall'esilio, votato a seguito di una campagna di stampa che ebbe per causa il matrimonio della figlia maggiore di Filippo VII, la principessa Amelia, con l'erede al trono portoghese, matrimonio al quale assistettero gli ambasciatori di molti Stati europei. La famiglia reale si trasferì nuovamente in Inghilterra.

### Pretensioni e riconoscimenti dinastici

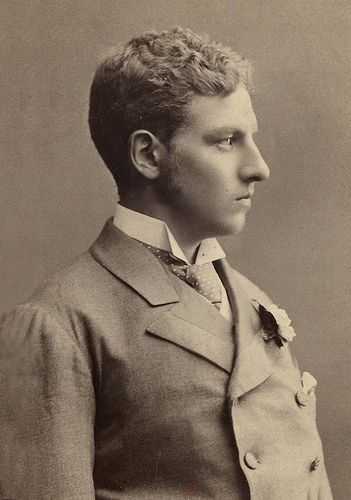
Il principe Filippo negli anni '90 del XIX secolo

Filippo VIII (dal 1894) fu riconosciuto dalle Corti d'Europa come il legittimo pretendente al trono di Francia e di Navarra. Tra tutti ricordiamo il riconoscimento di Francesco Giuseppe, di cui è noto il rispetto per le regole di protocollo: quest'ultimo accolse alla stazione di Vienna Filippo col titolo di capo della Casa Reale di Francia, in occasione del matrimonio del pretendente francese con un'arciduchessa d'Austria; sempre in questa evenienza, l'imperatore conferì a Filippo l'Ordine del Toson d'oro.

### Carriera militare

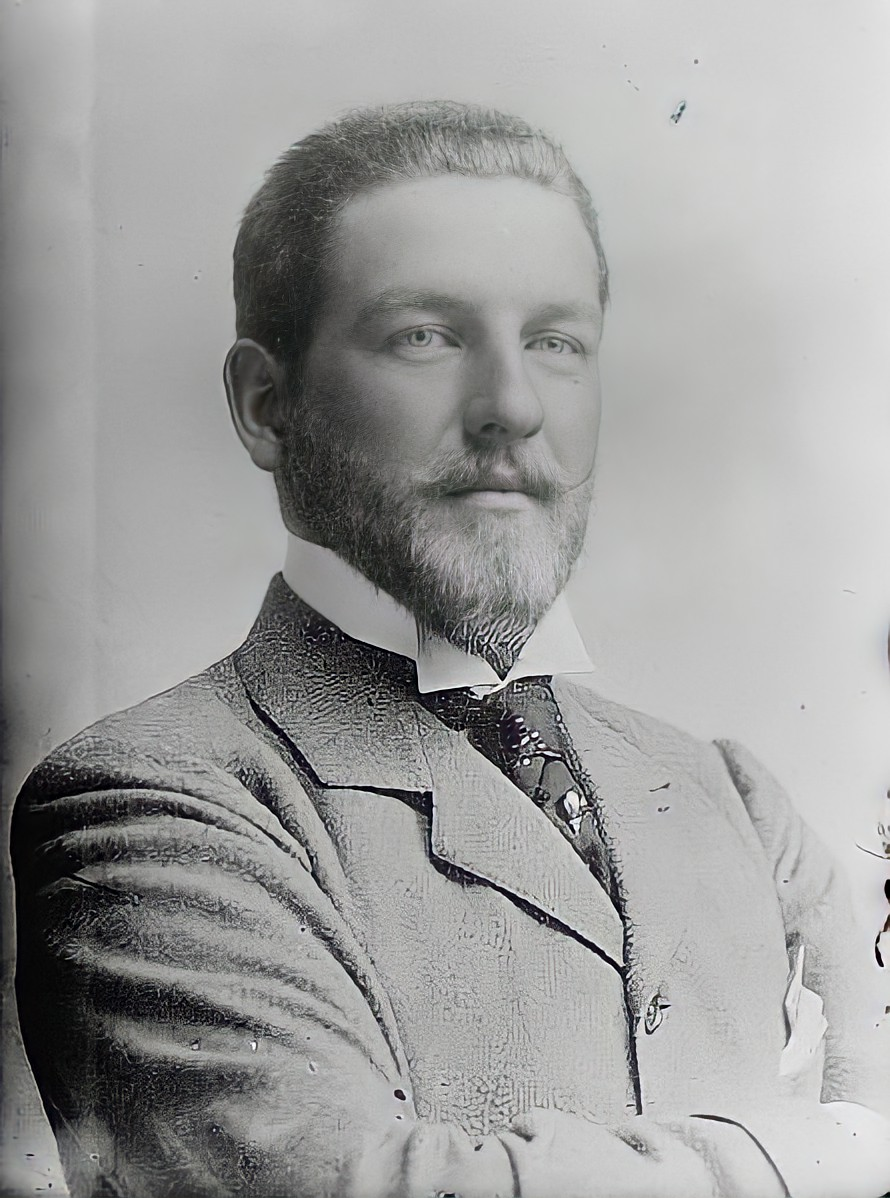
Luigi Filippo Roberto in una fotografia d'epoca

Essendogli preclusa la carriera militare in Francia, il Duca d'Orléans si iscrisse alla Reale accademia militare di Sandhurst, alla quale accedette senza concorso per ordine della regina Vittoria, come figlio primogenito del Capo di una Casa Reale.
Arruolatosi nell'esercito britannico, partecipò a missioni nell'Himalaya, in India, nel Sikkim e nel Nepal, dove venne raggiunto dal cugino  Enrico d'Orléans, figlio del duca di Chartres.
Ritornato in Europa nel 1889, il duca d'Orléans si iscrisse all'accademia militare svizzera.

### Principe Gamella

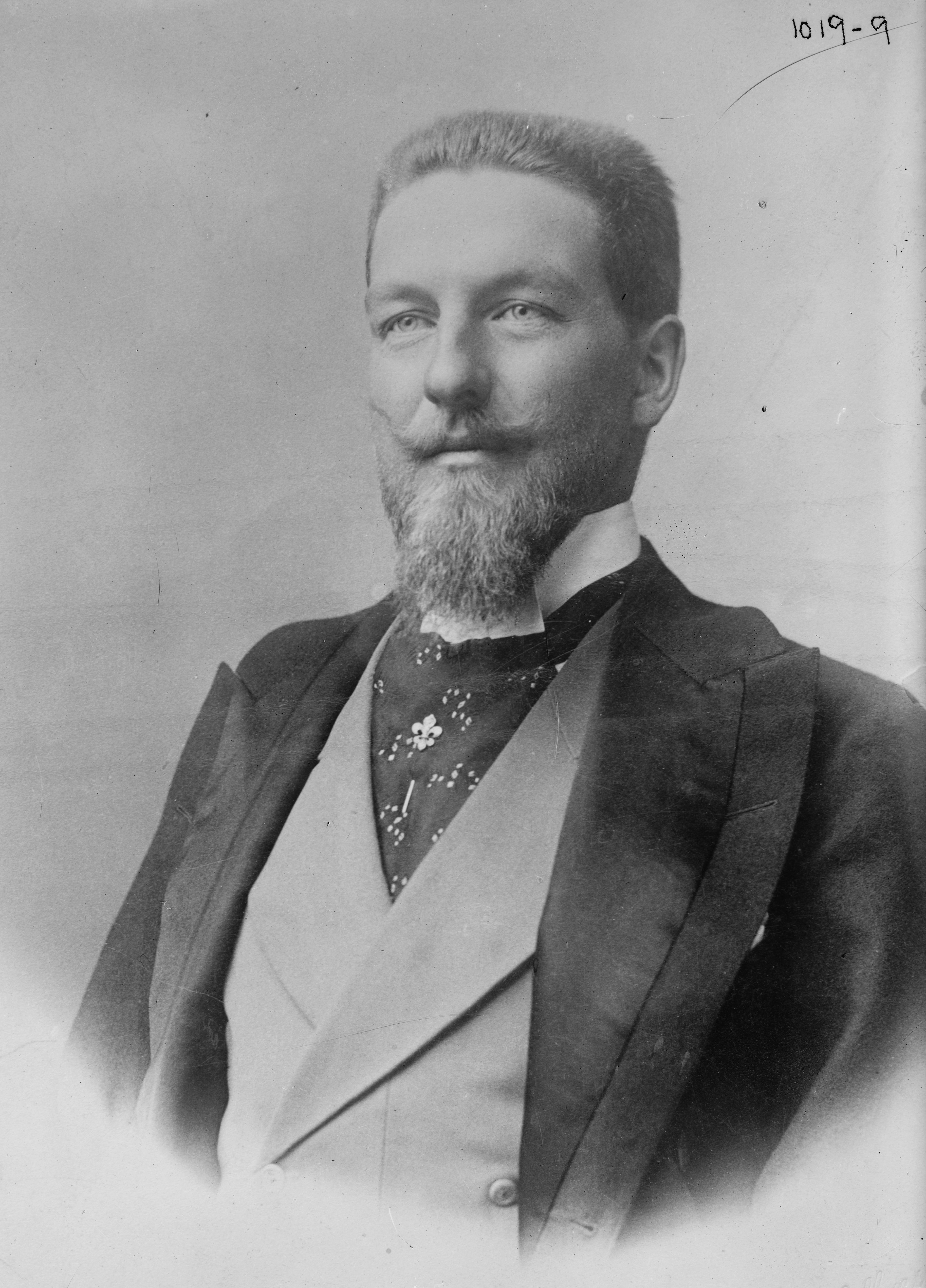
Filippo, detto Principe Gamella

Nel 1890, ventunenne e ancora colpito dalla legge d'esilio, sbarcò clandestinamente a Parigi per esigere, come ogni giovane francese, il diritto di compiere il servizio militare, ma ciò gli venne negato: il governo lo condusse in giudizio e fu condannato a due anni di reclusione. Il duca d'Orléans venne rimesso in libertà dopo quattro mesi di carcere, essendo il governo repubblicano evidentemente imbarazzato per aver incarcerato un francese desideroso di servire il proprio Paese e di manger à la gamelle du soldat (mangiare il rancio del soldato). Dopo questo episodio, il principe si guadagnò il soprannome popolare di Prince Gamelle.

### Matrimonio

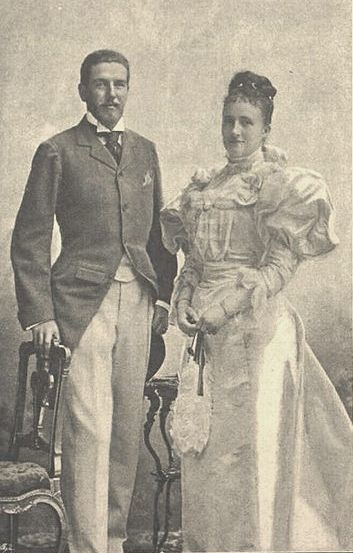
Filippo e Maria Dorotea d'Asburgo-Lorena nel 1896

A Vienna, il 5 novembre 1896 sposò Maria Dorotea d'Asburgo-Lorena, suo cugina di secondo grado, figlia Giuseppe Carlo Luigi d'Asburgo-Lorena e di Clotilde di Sassonia-Coburgo-Koháry. 
Il matrimonio non produsse figli. Dopo che la lunga storia d'amore tra il marito e la cantante lirica australiana Nellie Melba divenne di dominio pubblico, nel 1914 Maria Dorotea decise di chiedere il divorzio; il 19 agosto 1914 il matrimonio venne annullato anche da papa Pio X.

### Esplorazioni e viaggi

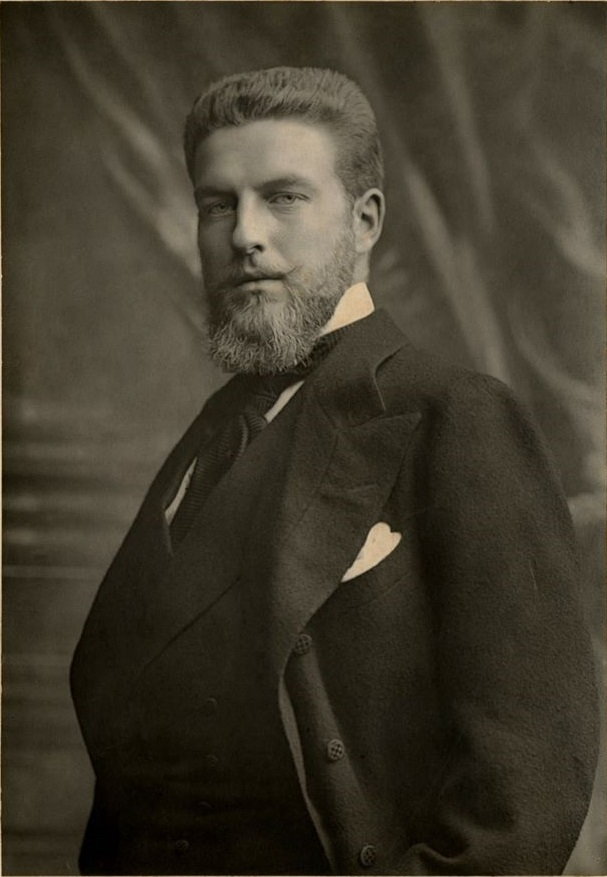
Il duca Filippo nel 1900

Dopo questo infruttuoso tentativo di rendersi utile alla patria, tentativo preso senza metterne al corrente il padre e che mise fortemente in imbarazzo lo zio Duca d'Aumale, il quale temette di essere costretto pure lui all'esilio, il giovane Duca d'Orléans riprese a viaggiare e si dedicò alla caccia nel Caucaso, in America Settentrionale, in Somalia e in Etiopia. Raccolse una quantità notevole di trofei animali, che collezionò con l'intento di fondare un museo. Nel frattempo fece anche alcune scoperte scientifiche: in Etiopia visitò regioni ancora sconosciute agli europei e identificò una nuova varietà di elefante, che in suo onore venne chiamata Loxondonta africana Orleansi. Nel 1894 andò in Egitto ed in Palestina con la sorella Duchessa d'Aosta.
Il matrimonio del "Duca d'Orléans" con la cugina Maria-Dorotea nel 1896 comportò la conclusione del periodo delle grandi spedizioni del principe, ma non pose fine ai suoi viaggi. A partire dal 1897, a bordo del panfilo Maroussia, la coppia visitò i lidi del Mediterraneo e soggiornò spesso a Palermo nel superbo Palazzo Orléans, dove ricevette numerose visite reali, come quella di Guglielmo II di Germania.
Ciononostante le relazioni della coppia si degradarono e il Duca decise di ricominciare le sue spedizioni.

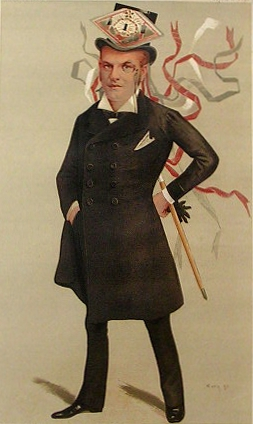
Luigi Filippo Roberto su Vanity Fair

Nel 1904 salpò per la Norvegia e le Spitzbergen, sempre a bordo del Maroussia. In seguito, entusiasta dei risultati di questa spedizione, nella quale era stato accompagnato dall'esploratore Adrien de Gerlache, desideroso di continuare le sue spedizioni nell'Oceano Artico, acquistò una nuova imbarcazione, il Belgica, già utilizzato dal de Gerlache fra il 1897 ed il 1899 per effettuare la prima spedizione invernale in Antartide, con il quale condusse tre spedizioni polari tra il 1905 e il 1909, visitando la costa orientale della Groenlandia e scoprendo terre ancora sconosciute, che vennero da lui chiamate Isola di Francia e Terre del duca d'Orléans.
Dal 1912 Filippo riprese le spedizioni terrestri, ma questa volta più per motivi venatori che per interesse scientifico. Partì di conseguenza per l'Asia centrale, la Russia e il Caucaso e l'anno successivo fu in Argentina e in Cile.

### Attività politica e ultimi anni di vita

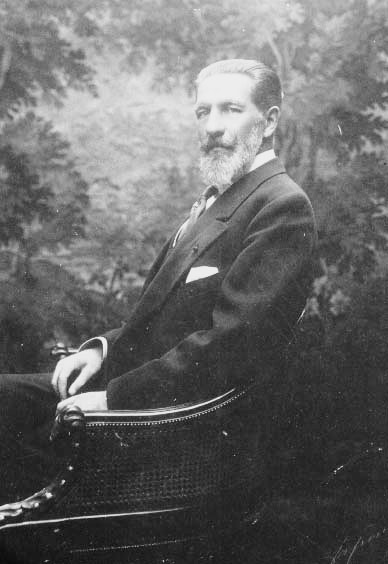
Filippo d'Orléans fotografato in tarda età

Questi viaggi non gli impedirono tuttavia di adempiere ai suoi doveri di pretendente (dal 1894), anche se mostrò scarso interesse personale. Il movimento monarchico era allora, come del resto gran parte dei francesi,  antidreyfusardo e Filippo si schierò tra gli antidreyfusardi più convinti (1898). Da Principe cattolico, si oppose alla legge sulle congregazioni del 1901.
Fu comunque l'incontro nel 1908 tra Filippo e Charles Maurras che costituì l'avvenimento politico più importante per la sua vita: egli abbandonò alla Action Française la direzione politica del movimento monarchico francese.
Durante la prima guerra mondiale, Filippo cercò di partecipare al conflitto dalla parte dell'Intesa, ma né la Francia, né il Regno Unito, né la Russia, né gli Stati Uniti glielo permisero; non gli restò dunque che attendere la fine del conflitto in Inghilterra. Il 19 febbraio 1921 Filippo inviò la medaglia dell'Ordine dello Spirito Santo a Lyautey in occasione della sua nomina a Maresciallo di Francia.
Ristabilita la pace, riprese i suoi viaggi: Argentina e Cile nel 1921, giro dell'Africa nel 1922, Alto-Egitto nel 1925 ed Etiopia nel 1926. Dopo quest'ultimo viaggio Filippo morì a Palermo nel suo Palazzo Orléans.

## Eredità

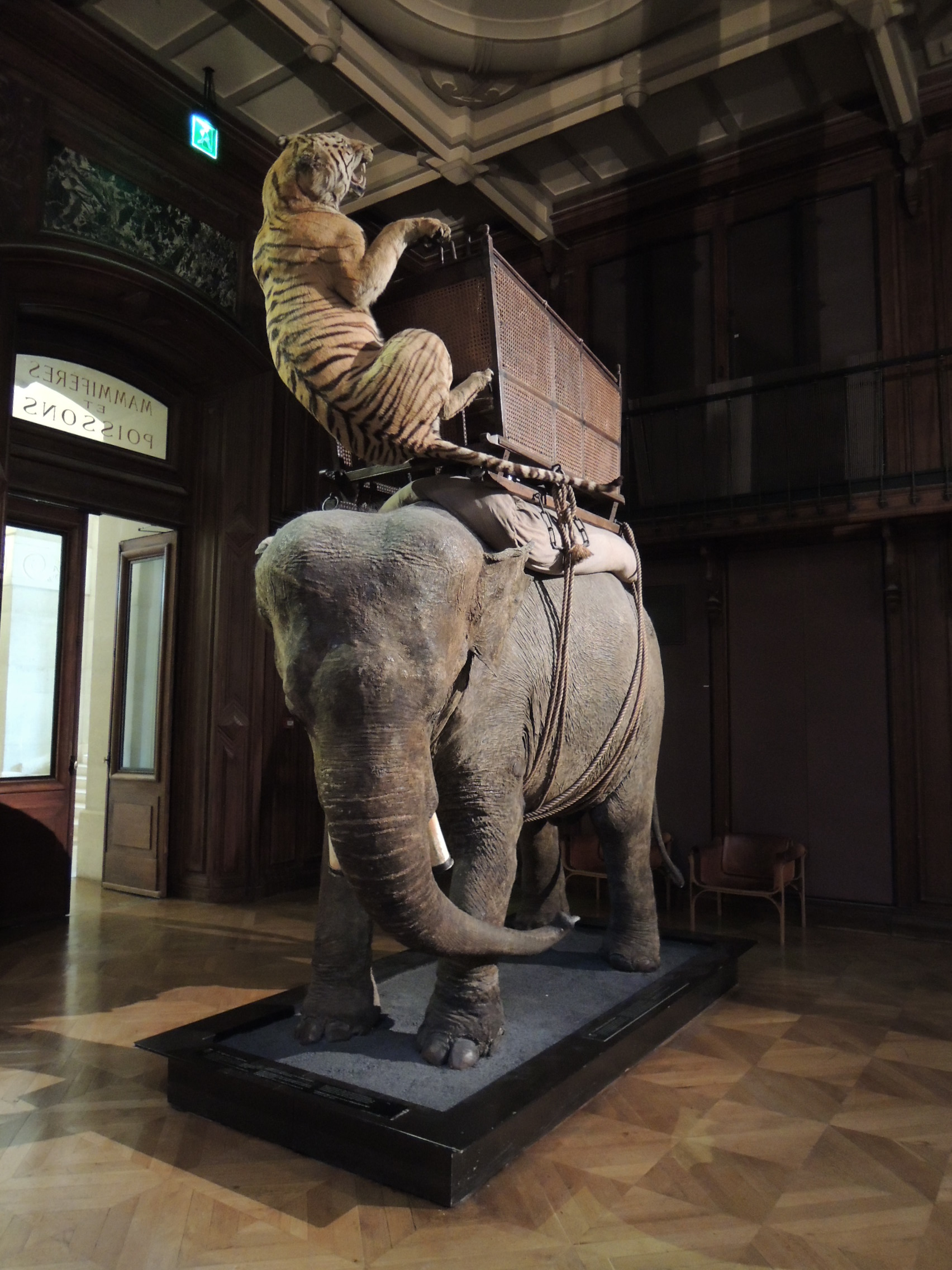
Un esemplare di elefante rinvenuto dal Duca d'Orléans ed esposto nella Grande galerie de l'Evolution

Nel corso dei suoi viaggi, Filippo VIII ha collezionato una grande quantità di trofei di caccia che ha fatto esporre nei suoi castelli in Gran Bretagna ed in Belgio, essendo però suo profondo desiderio quello di fondare un museo di storia naturale in Francia aperto al pubblico.
Alla sua morte, sua sorella la regina Amelia del Portogallo, si assume l'impegno di realizzare questa sua volontà ottenendo che il Museo di storia naturale di Parigi accolga la preziosa collezione in una sala costruita dall'architetto Weber e decorata da Maxime Real del Sarte: la sala risulta mal progettata e i trofei sono esposti ad una rapida degradazione. Nel 1960, le autorità si vedono costrette a demolire il monumento e i pochi trofei ancora indenni sono trasferiti nella Grande galerie de l'Evolution, dove possono essere visti tutt'oggi.

## Ascendenza
|                                    |                          |                                            | Genitori                                     |  |  | Nonni |  |  | Bisnonni                 |  |  | Trisnonni                           |  |
|                                    |                          |                                            |                                              |  |  |       |  |  | Luigi Filippo di Francia |  |  | Luigi Filippo II di Borbone-Orléans |  |
|                                    |                          |                                            |                                              |  |  |       |  |  | Luigi Filippo di Francia |  |  | Luigi Filippo II di Borbone-Orléans |  |
|                                    |                          | Luisa Maria Adelaide di Borbone-Penthièvre |                                              |  |  |       |  |  | Luigi Filippo di Francia |  |  |                                     |  |
| Ferdinando Filippo d'Orléans       |                          |                                            |                                              |  |  |       |  |  | Luigi Filippo di Francia |  |  |                                     |  |
|                                    |                          | Maria Amalia di Borbone-Due Sicilie        | Ferdinando I delle Due Sicilie               |  |  |       |  |  |                          |  |  |                                     |  |
|                                    |                          | Maria Amalia di Borbone-Due Sicilie        | Ferdinando I delle Due Sicilie               |  |  |       |  |  |                          |  |  |                                     |  |
|                                    |                          | Maria Amalia di Borbone-Due Sicilie        | Maria Carolina d'Asburgo-Lorena              |  |  |       |  |  |                          |  |  |                                     |  |
| Luigi Filippo Alberto d'Orléans    |                          | Maria Amalia di Borbone-Due Sicilie        |                                              |  |  |       |  |  |                          |  |  |                                     |  |
|                                    |                          | Federico Ludovico di Meclemburgo-Schwerin  | Federico Francesco I di Meclemburgo-Schwerin |  |  |       |  |  |                          |  |  |                                     |  |
|                                    |                          | Federico Ludovico di Meclemburgo-Schwerin  | Federico Francesco I di Meclemburgo-Schwerin |  |  |       |  |  |                          |  |  |                                     |  |
|                                    |                          | Federico Ludovico di Meclemburgo-Schwerin  | Luisa di Sassonia-Gotha-Altenburg            |  |  |       |  |  |                          |  |  |                                     |  |
| Elena di Meclemburgo-Schwerin      |                          | Federico Ludovico di Meclemburgo-Schwerin  |                                              |  |  |       |  |  |                          |  |  |                                     |  |
|                                    |                          | Carolina Luisa di Sassonia-Weimar-Eisenach | Carlo Augusto di Sassonia-Weimar-Eisenach    |  |  |       |  |  |                          |  |  |                                     |  |
|                                    |                          | Carolina Luisa di Sassonia-Weimar-Eisenach | Carlo Augusto di Sassonia-Weimar-Eisenach    |  |  |       |  |  |                          |  |  |                                     |  |
|                                    |                          | Carolina Luisa di Sassonia-Weimar-Eisenach | Luisa Augusta d'Assia-Darmstadt              |  |  |       |  |  |                          |  |  |                                     |  |
| Luigi Filippo d'Orléans            |                          | Carolina Luisa di Sassonia-Weimar-Eisenach |                                              |  |  |       |  |  |                          |  |  |                                     |  |
|                                    | Luigi Filippo di Francia | Luigi Filippo II di Borbone-Orléans        |                                              |  |  |       |  |  |                          |  |  |                                     |  |
|                                    | Luigi Filippo di Francia | Luigi Filippo II di Borbone-Orléans        |                                              |  |  |       |  |  |                          |  |  |                                     |  |
|                                    | Luigi Filippo di Francia | Luisa Maria Adelaide di Borbone-Penthièvre |                                              |  |  |       |  |  |                          |  |  |                                     |  |
| Antonio d'Orléans                  | Luigi Filippo di Francia |                                            |                                              |  |  |       |  |  |                          |  |  |                                     |  |
|                                    |                          | Maria Amalia di Borbone-Due Sicilie        | Ferdinando I delle Due Sicilie               |  |  |       |  |  |                          |  |  |                                     |  |
|                                    |                          | Maria Amalia di Borbone-Due Sicilie        | Ferdinando I delle Due Sicilie               |  |  |       |  |  |                          |  |  |                                     |  |
|                                    |                          | Maria Amalia di Borbone-Due Sicilie        | Maria Carolina d'Asburgo-Lorena              |  |  |       |  |  |                          |  |  |                                     |  |
| Maria Isabella d'Orléans           |                          | Maria Amalia di Borbone-Due Sicilie        |                                              |  |  |       |  |  |                          |  |  |                                     |  |
|                                    |                          | Ferdinando VII di Spagna                   | Carlo IV di Spagna                           |  |  |       |  |  |                          |  |  |                                     |  |
|                                    |                          | Ferdinando VII di Spagna                   | Carlo IV di Spagna                           |  |  |       |  |  |                          |  |  |                                     |  |
|                                    |                          | Ferdinando VII di Spagna                   | Maria Luisa di Borbone-Parma                 |  |  |       |  |  |                          |  |  |                                     |  |
| Luisa Ferdinanda di Borbone-Spagna |                          | Ferdinando VII di Spagna                   |                                              |  |  |       |  |  |                          |  |  |                                     |  |
|                                    |                          | Maria Cristina di Borbone-Due Sicilie      | Francesco I delle Due Sicilie                |  |  |       |  |  |                          |  |  |                                     |  |
|                                    |                          | Maria Cristina di Borbone-Due Sicilie      | Francesco I delle Due Sicilie                |  |  |       |  |  |                          |  |  |                                     |  |
|                                    |                          | Maria Cristina di Borbone-Due Sicilie      | Maria Isabella di Borbone-Spagna             |  |  |       |  |  |                          |  |  |                                     |  |
|                                    |                          | Maria Cristina di Borbone-Due Sicilie      |                                              |  |  |       |  |  |                          |  |  |                                     |  |

## Pubblicazioni
Filippo VIII è l'autore di numerose pubblicazioni basate sui suoi viaggi:
- Une expédition de chasse au Népaul. Paris: C. Lévy, 1892.
- Une croisière au Spitzberg, yacht Maroussia, 1904. Paris: Imprimerie de Chaix, 1904.
- Croisière océanographique: accomplie à bord de la Belgica dans la Mer du Grönland, 1905. Bruxelles: C. Bulens, 1907.
- La revanche de la banquise: un été de dérive dans la mer de Kara, juin-septembre 1907. Paris: Plon-Nourrit, 1909.
- Campagne Arctique de 1907. Bruxelles: C. Bulens, 1910-1912.
- Chasses et chasseurs arctiques (1906). Paris: Librairie Plon, 1929

Filippo ha anche pubblicato una raccolta di scritti di suo padre e di  Enrico V:
- La monarchie française: lettres et documents politiques (1844-1907). Paris: Librairie nationale, 1907